# WM–21 Sólyom
A WM–21 Sólyom a Weiss Manfréd Művek 1937-ben kifejlesztett csillagmotoros, kétfedelű közelfelderítő repülőgépe, melyet a Magyar Királyi Honvéd Légierő rendszeresített és használt a második világháború időszakában.

## Története
A repülőgépet a Weiss Manfréd Művekben sorozatban gyártott WM K–14 csillagmotorhoz tervezték. A gép fejlesztéséhez a tervezők, Halász Andor, Hoff Miklós és Samu Béla WM–16 Budapest és a Fokker CVD felderítő repülőgépeket vették alapul. A WM–21-nél kiemelt figyelmet fordítottak az áramvonalazásra, így a szárnytartó dúcok bekötései és a futóművek is áramvonalas burkolatot kaptak. A WM–16 Budapesttől eltérően a Sólyom törzse karcsúbb lett, a törzs rétegelt lemez borítást kapott. Mikor megtörténtek a csapatpróbák, a repülőgépet megfelelőnek találták és 128 gépre adtak megrendelést. A Weiss Manfréd gyár nem rendelkezett megfelelő gyártó kapacitással, ezért a WM–21-est gyártották az ország több gyárában is. A Weiss Manfréd gyár 43, a MÁVAG 43, a győri Magyar Vaggon és Gépgyár pedig 42 darabot gyártott.

## Szerkezet
A WM–K14 erős és megbízható motor volt, ami megfelelt a fémszerkezetű repülőgépek mozgatásához. A sárkányszerkezetet a WM–16 építése során nyert tapasztalatokat felhasználva alkották meg, de az acélcsővázas Sólyom komoly előrelépést mutatott. Módosították a törzset, a felső szárnyat, a vezérsíkokat, a futóműveket pedig áramvonalas burkolattal látták el. A szárnyprofil NACA 2415, a szárny rétegelt lemez borítású. Futóműve hagyományos, hárompontos. A hagyományos farokfutó helyett fémből épült fékszánkót építettek be. A motor mögött bombarekeszt alakítottak ki, mely 1 és 10 kg-os bombák szállítására volt alkalmas, összesen 120 kg bombaterheléssel. A gép kétszemélyes kialakítású, két kormánnyal volt felszerelve, így iskolagépként is használható volt. A hátsó üléshez géppuskaállványt szereltek, melyet használaton kívül a törzsbe lehetett behajtani. A géppuskaállványra 34 M típusú Gebauer-géppuskát rögzítettek. A törzs felső részén, a motor mögött két beépített 26/31 M géppuska helyezkedett el.

## Harci alkalmazása
A Magyar Királyi Honvéd Légierő a háború kezdetén első vonalbeli feladatokra használta a típust. A második világháború első bevetéseinek egyikét is Sólymokkal hajtották végre. Kassa bombázása után, 1941. június 27-én reggel, miután a válaszcsapás megtörtént, WM–21-esek szálltak fel és végeztek felderítést. A háború előrehaladtával a gép egyre elavultabb lett a kor többi repülőgépéhez képest. Az ukrajnai hadjárat első hónapjaiban legalább 25 gép veszett oda. Ezek és a hasonló veszteségek vezettek oda, hogy a gépeket visszarendeljék a frontról. A kiesett gépeket először He 46, majd később Fw 189 típusokkal pótolták.

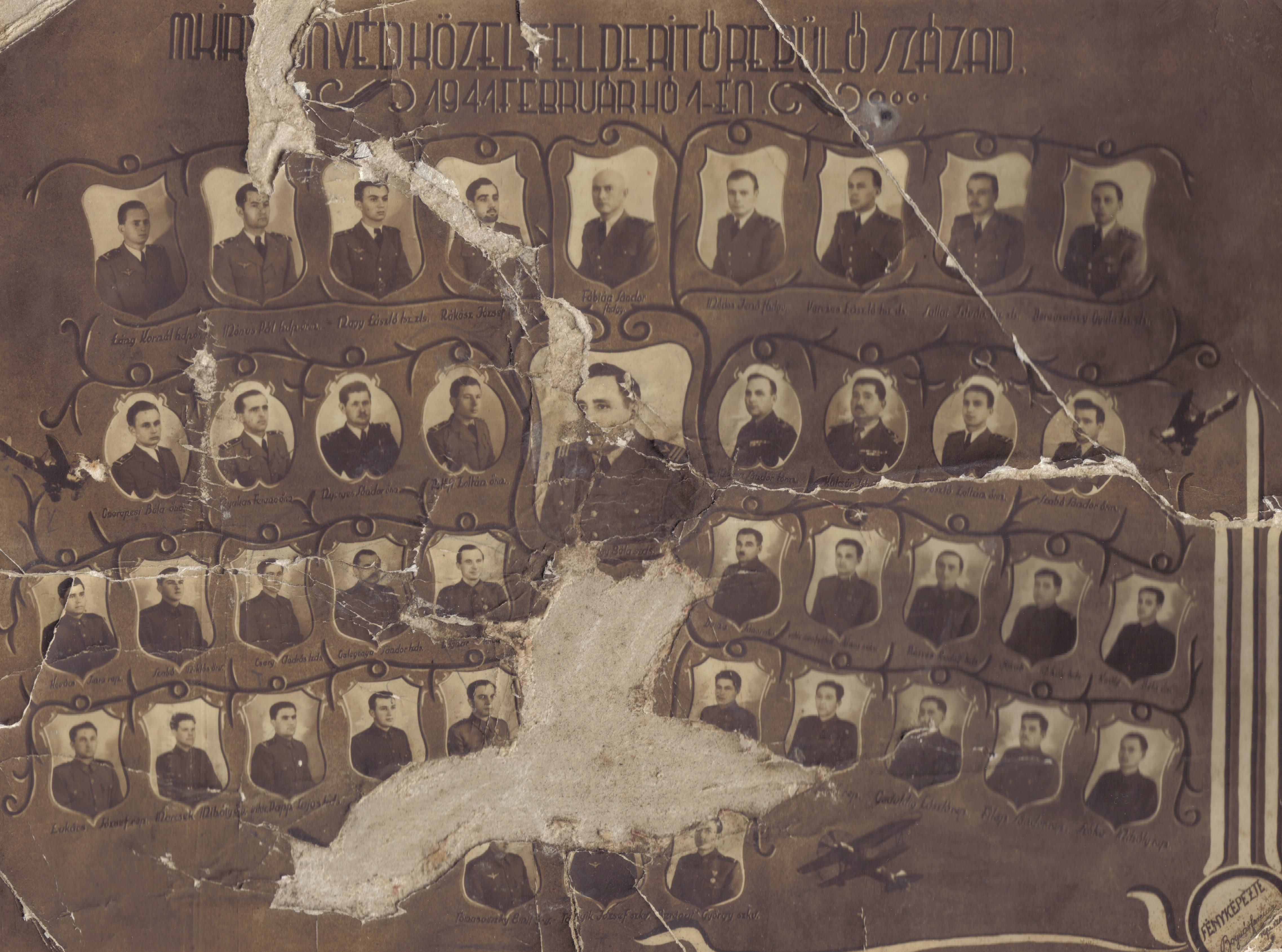
A típussal repülő közelfelderítő repülőszázad egyik tablója